# Nationaltheater

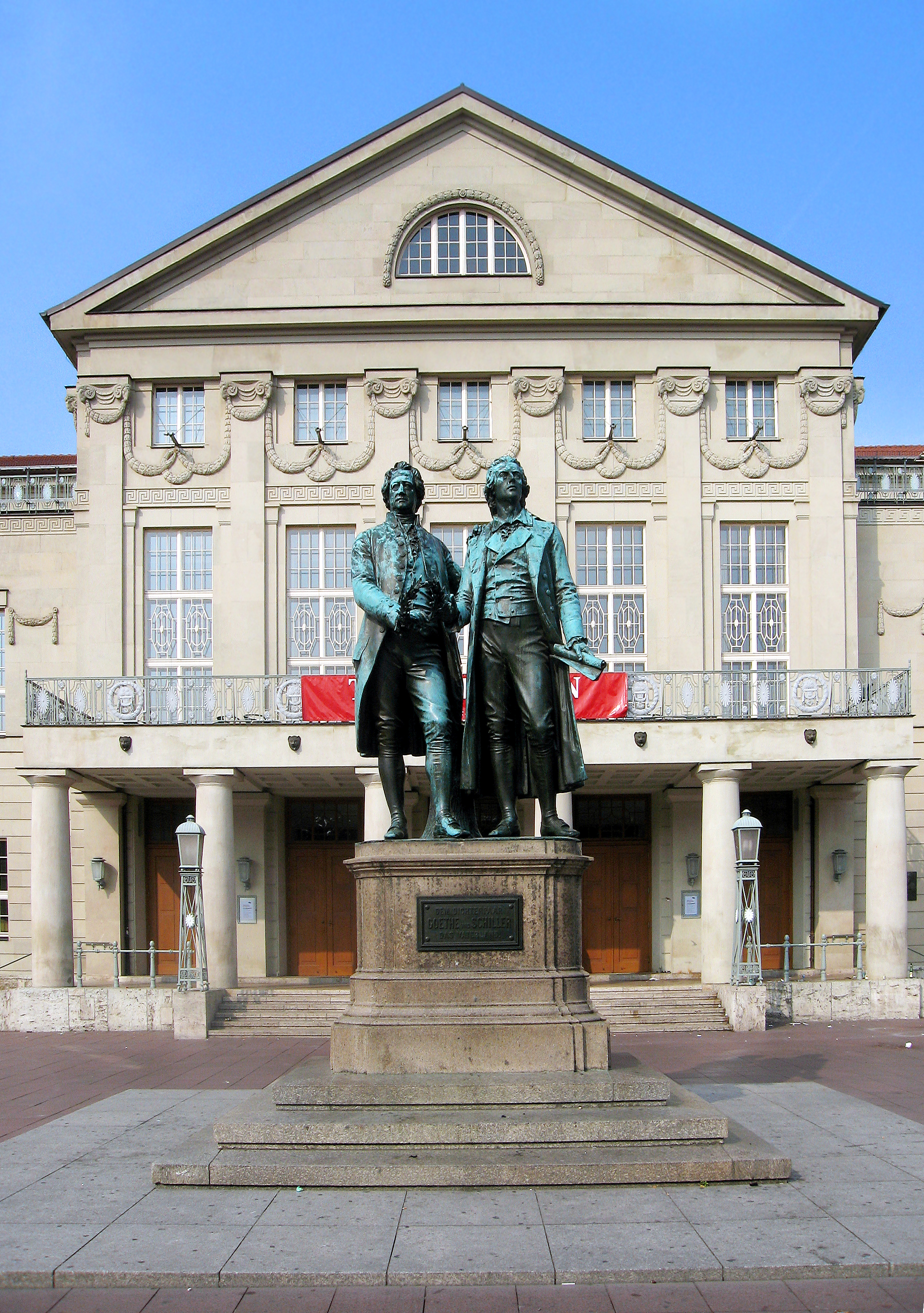
Deutsches Nationaltheater Weimar

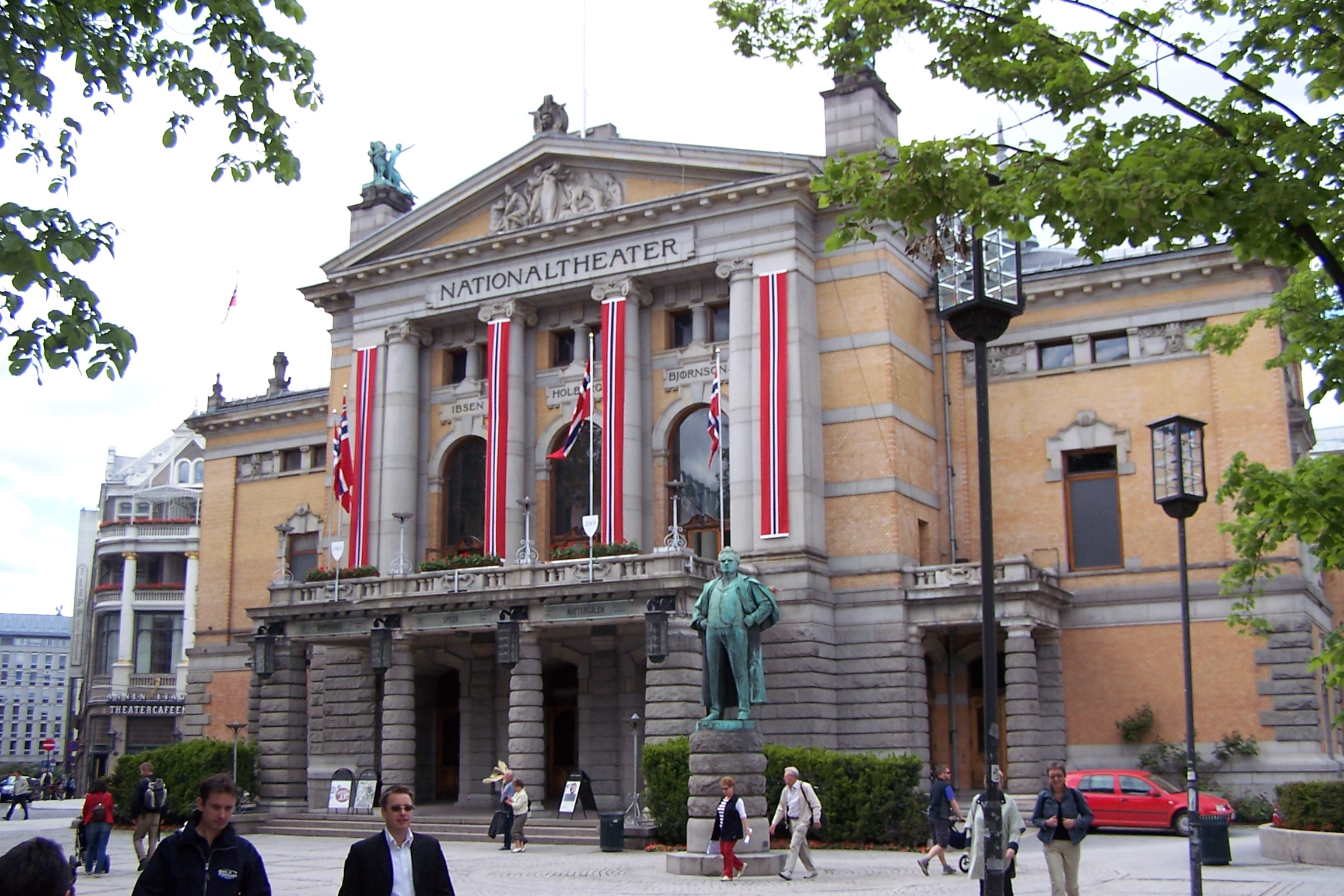
Nationaltheatret in Oslo

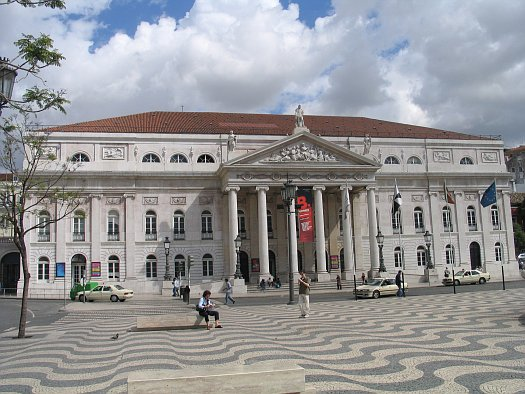
Teatro Nacional D. Maria II in Lissabon

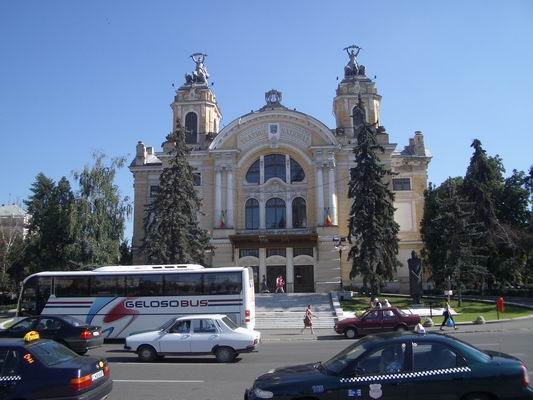
Teatrul Național in Cluj-Napoca, Rumänien

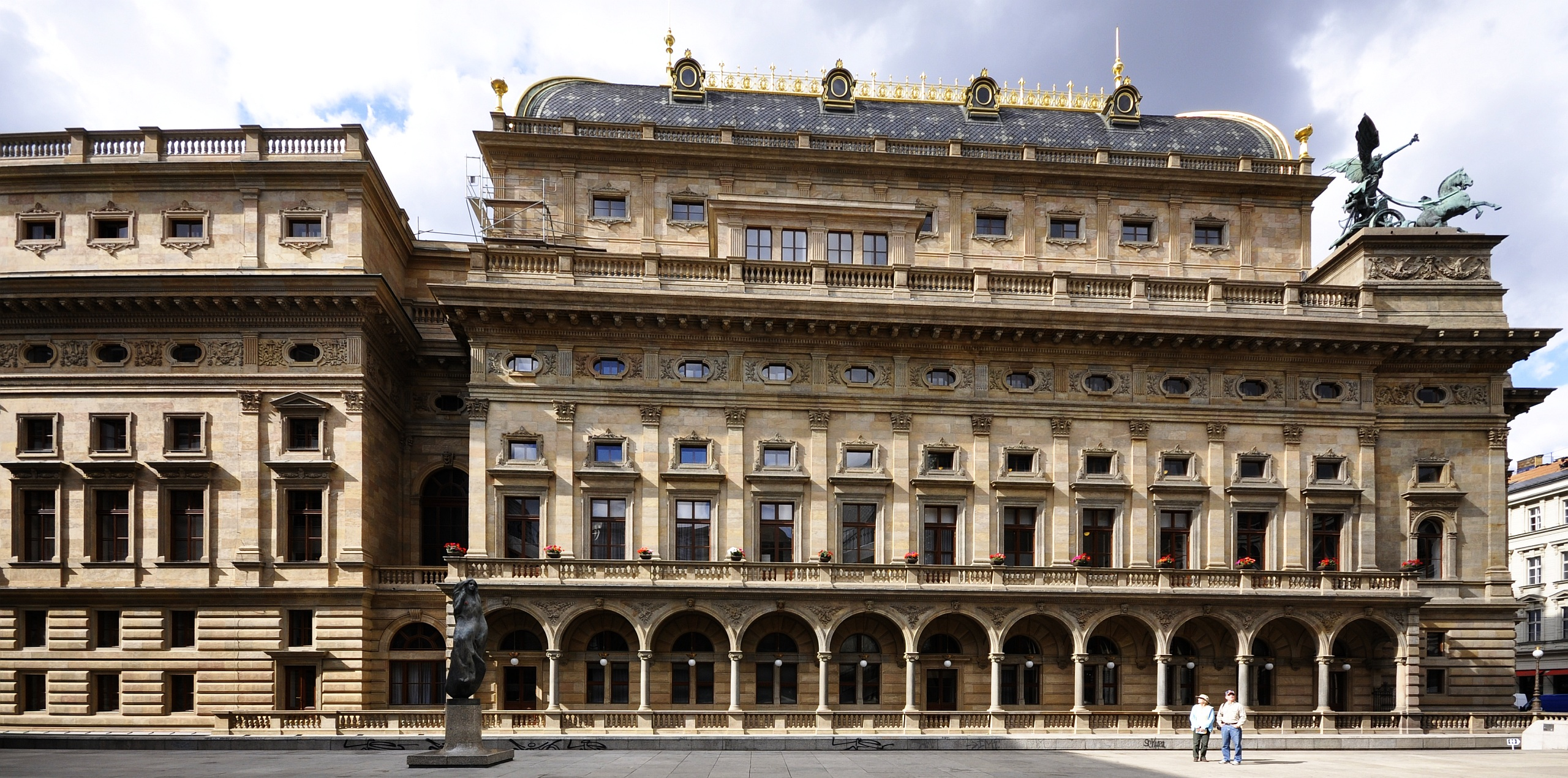
Národní divadlo in Prag

Nationaltheater ist der Name verschiedener Theater als Institution oder Gebäude.
Ursprünglich war das Nationaltheater eine Schaubühne, die die Aufgabe hatte, einheimische Stücke in der Nationalsprache und mit „nationalem Charakter“ zu fördern. Das Nationaltheater sollte seit dem 18. Jahrhundert die Spaltung der Bühnen in Hoftheater und Volkstheater überwinden. Die Sprachgemeinschaft, für die das Theater einen gemeinsamen Rahmen schuf, sollte wichtiger sein als die Standeszugehörigkeit.

## Ursprung
Das Wort diente ursprünglich vor allem zur Kennzeichnung der Bühnensprache. So erhoben die Ende des 18. Jahrhunderts gegründeten „Nationaltheater“ nicht etwa den Anspruch, als Staatstheater für die ganze deutsche Nation zu dienen. Vielmehr sollte die Abkehr von der in höfischen Kreisen üblichen italienischen Oper und dem französischen Drama im Namen dargestellt werden.
In diesem Sinne wurde das Wiener Hofburgtheater ab 1776 Teutsches Nationaltheater nächst der Burg (begründet durch Kaiser Joseph II., nach dessen Tod die nationalsprachliche Orientierung aufgegeben wurde), das Mannheimer Theater ab 1779 Hof- und Nationaltheater, das Theater am Gendarmenmarkt in Berlin seit dem 5. Dezember 1786 Königliches National-Theater genannt. Ein Hamburger Nationaltheater wurde schon 1767 von Lessing und 12 Hamburger Bürgern begründet, ging aber bereits 1768 wieder ein.
Mit der Idee des Nationaltheaters hing auch die Absicht zusammen, feste Ensembles dauerhaft zu verpflichten, statt die Theaterräumlichkeiten von Jahr zu Jahr an wechselnde Wandertruppen zu vermieten, wie es zum Teil bis zur Mitte des 19. Jahrhunderts noch üblich war. Durch diese verbesserten Produktionsbedingungen hoffte man im deutschen Sprachgebiet, sich von der Dominanz des französischen Repertoires zu befreien. Richard Wagner stellte noch 1850 fest, dass „es mit sehr wenigen Ausnahmen, unter denen nur die ersten Operntheater Italiens inbegriffen sind, keine Originaltheater gibt als die Pariser, und alle übrigen nur Kopien von diesen sind“.

## Deutscher Sprachraum
Den Namen Nationaltheater tragen in Deutschland folgende Theater:
- Deutsches Nationaltheater Weimar
- Nationaltheater Mannheim
- Nationaltheater München (Spielstätte der Bayerischen Staatsoper und des Bayerischen Staatsballetts)

Historisch trugen im deutschen Sprachraum folgende Theater den Namen:
- Schauspielhaus Berlin, vormals Königliches Nationaltheater
- Rose-Theater Berlin, gegründet als Ostend-Theater, trug 1892–1896 den Namen Nationaltheater
- Frankfurter Nationaltheater, trug den Namen 1782 bis 1841
- Hamburgische Entreprise, der erste Versuch eines deutschen Nationaltheaters
- Nationaltheater in Magdeburg, bestand von 1794 bis 1876
- Burgtheater in Wien, vormals Deutsches Nationaltheater nächst der Burg[2]

## Weltweit
Die Nationaltheater weltweit verdanken ihren Namen meist der Eigenschaft als Staatstheater oder der besonderen Bedeutung, die ihnen im Kulturleben einer Nation oder Sprachgemeinschaft beigemessen wird.

### Beispiele in Europa
- Albanien: Teatri Kombëtar in Tirana
- Bulgarien: Naroden Teatar in Sofia, Nationalen Teatr in Warna
- Finnland: Suomen Kansallisteatteri in Helsinki
- Frankreich: Théâtre national, Name oder Namensbestandteil verschiedener Theater in Paris und anderen Großstädten
- Großbritannien: Royal National Theatre in London
- Griechenland: Nationaltheater (Athen)
- Irland: Abbey Theatre – The National Theatre of Ireland in Dublin
- Island: Þjóðleikhúsið in Reykjavík
- Kroatien: Das Kroatische Nationaltheater (Hrvatsko Narodno Kazalište) in Rijeka, Split, Varaždin und in Zagreb
- Lettland: Lettisches Nationaltheater in Riga
- Litauen: Litauisches Nationaldramatheater in Vilnius
- Luxemburg: Théâtre National in Luxemburg
- Norwegen: Nationaltheatret in Oslo
- Polen: Teatr Wielki – Opera Narodowa in Warschau
- Portugal: Teatro Nacional D. Maria II in Lissabon, Teatro Nacional Sao João in Porto
- Rumänien: Teatrul Național in Bukarest, Cluj-Napoca, Dej, Drobeta Turnu Severin, Iași, Târgu Mureș, Timișoara
- Schweden: Kungliga Dramatiska Teatern in Stockholm
- Slowakei: Slowakisches Nationaltheater in Bratislava
- Serbien: Nationaltheater Belgrad in Belgrad
- Slowenien: Slovensko narodno gledalisce in Ljubljana
- Spanien: Teatro nacional de Catalunya in Barcelona
- Tschechien: Národní divadlo in Prag
- Ukraine: Nationales Iwan-Franko-Schauspielhaus, Kiew
- Ungarn: Nationaltheater (Budapest) in Budapest

### Beispiele in anderen Kontinenten

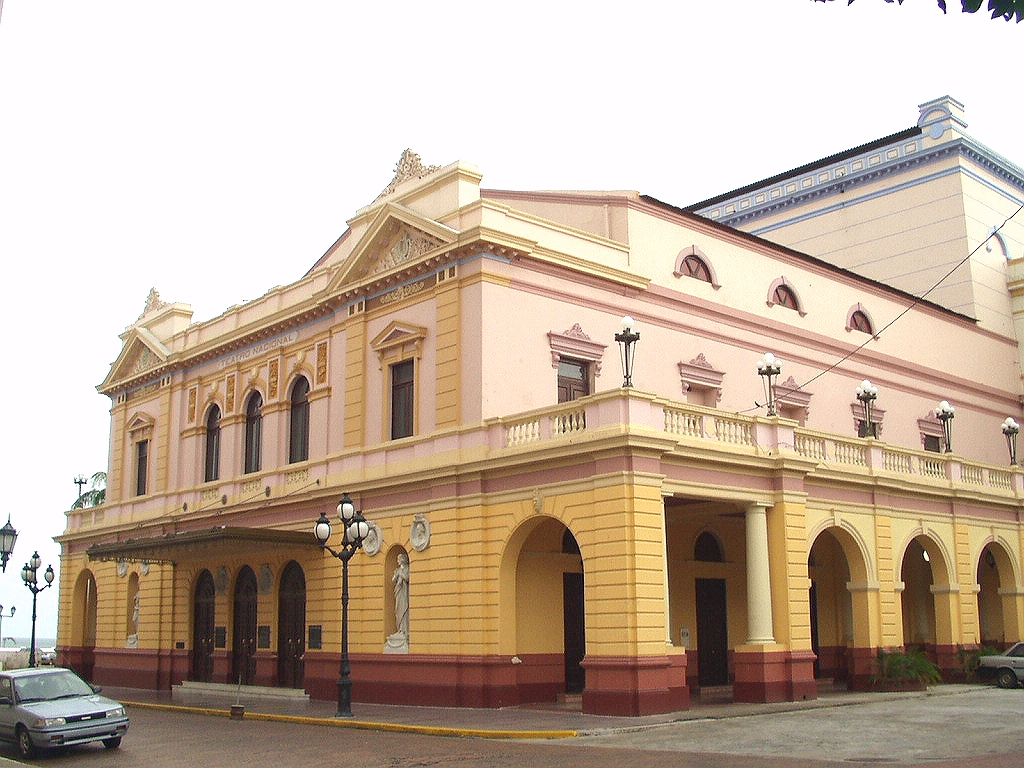
Teatro Nacional in Panama-Stadt

- Argentinien: Teatro Cervantes in Buenos Aires
- Australien: National Theatre in Melbourne
- Israel: Habimah in Tel Aviv
- Costa Rica: Teatro Nacional in San José
- Ghana: National Theatre in Accra
- Japan: Kokuritsu Gekijō in Tokio für traditionell-japanische Künste, Shin Kokuritsu Gekijō in Tokio für westliche Künste, Kokuritsu Bunraku Gekijō in Osaka für Bunraku, Kokuritsu Gekijō Okinawa in Urasoe für traditionelle Ryūkyū-Künste, teilweise auch das Kokuritsu Nōgakudō für Nō in Tokio
- Namibia: Nationaltheater von Namibia, Windhoek
- Panama: Teatro Nacional in Panama-Stadt
- Syrien: Nationaltheater in Damaskus
- Thailand: Nationaltheater (Thailand) in Bangkok
- USA: National Theatre in Washington, D.C. (privat geführtes Theater)
- USA: Washington National Opera